# Nguyễn Hữu Quang (thiếu tướng)
Nguyễn Hữu Quang là Thiếu tướng Công an nhân dân Việt Nam. Ông hiện giữ chức vụ Phó Tư lệnh Bộ Tư lệnh Cảnh vệ (Việt Nam).

## Tiểu sử
Năm 2011, Nguyễn Hữu Quang là Đại tá Công an nhân dân Việt Nam, Phó Tư lệnh Bộ Tư lệnh Cảnh vệ (Việt Nam).
Từ năm 2013 đến tháng 10 năm 2017, Nguyễn Hữu Quang là Thiếu tướng Công an nhân dân Việt Nam, Phó Tư lệnh Bộ Tư lệnh Cảnh vệ (Việt Nam). Ông đã kết hôn.

## Lịch sử thụ phong quân hàm
- Đại tá
- Thiếu tướng Công an nhân dân Việt Nam (năm 2013)